# Hartmut Wiesner

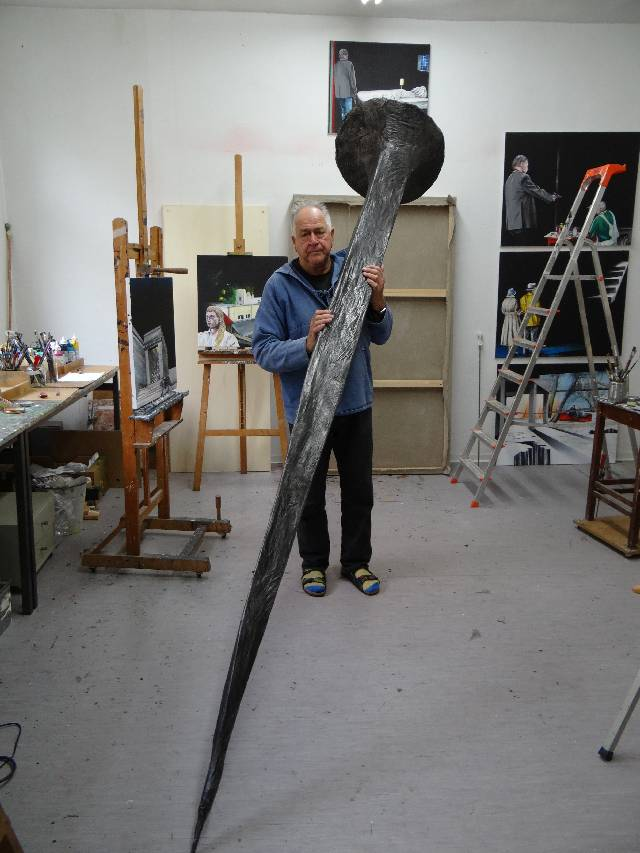
Wiesner mit einem seiner Kreuznägel

Hartmut Wiesner (* 1944 in Sanderbusch, Friesland) ist ein deutscher Maler, Bildhauer und Hochschullehrer (im Ruhestand). Er lebt in Wilhelmshaven.

## Leben
Nach dem Abitur in Wilhelmshaven studierte Hartmut Wiesner 1965/1966 Kunstgeschichte und Philosophie an der Universität Hamburg sowie von 1966 bis 1970 Freie Kunst und Kunstpädagogik an der Hochschule für bildende Künste Hamburg und war dort Schüler von Paul Wunderlich, Allen Jones und David Hockney. Hinzu kam ein Stipendium des Deutschen Akademischen Auslandsdienstes an der Königlichen Akademie Stockholm für ein Studienjahr.
Nach einer Tätigkeit im Schuldienst (1970–1977) war er seit 1978 Hochschuldozent für Kunst und Didaktik an der Universität Oldenburg. 1984 promovierte er zum Dr. phil. mit Arbeiten über Johann Georg Siehl-Freystett. 2003–2004 war er als Gastdozent an der Universität Kalmar (Schweden). Im Jahr 2008 ging er in den Ruhestand von der Lehrtätigkeit an der Universität, arbeitet aber weiter an Bildern und Skulpturen.
Im Jahr 2010 realisierte er nach Entwürfen von Tina Asche zwei Kirchenfenster für die Heppenser Kirche.
Im Zusammenhang mit Wohnungsbauprojekten in Wilhelmshaven entstanden die Arbeiten Porträt Fritz Höger (2011), Hol über (2012) und Himmelsstürmer (2015).
In der im Jahr 2012 erschienenen App PAKT mit einem einleitenden Aufsatz von Gert Selle sind neben zahlreichen Bildern auch tabellarisch biografische Daten enthalten.
Installationen mit drei überdimensionalen Kreuznägeln stellte er 2015 in der Christus- und Garnisonkirche (Wilhelmshaven) und der Delmenhorster Stadtkirche und 2016 in der St. Marien (Schillig) und der Lambertikirche (Oldenburg) auf. Seit 2020 bildet ein Glaskreuz (200 × 160 cm) das zentrale Element des Altarraums der Delmenhorster Stadtkirche.

## Werke

### Skulpturen

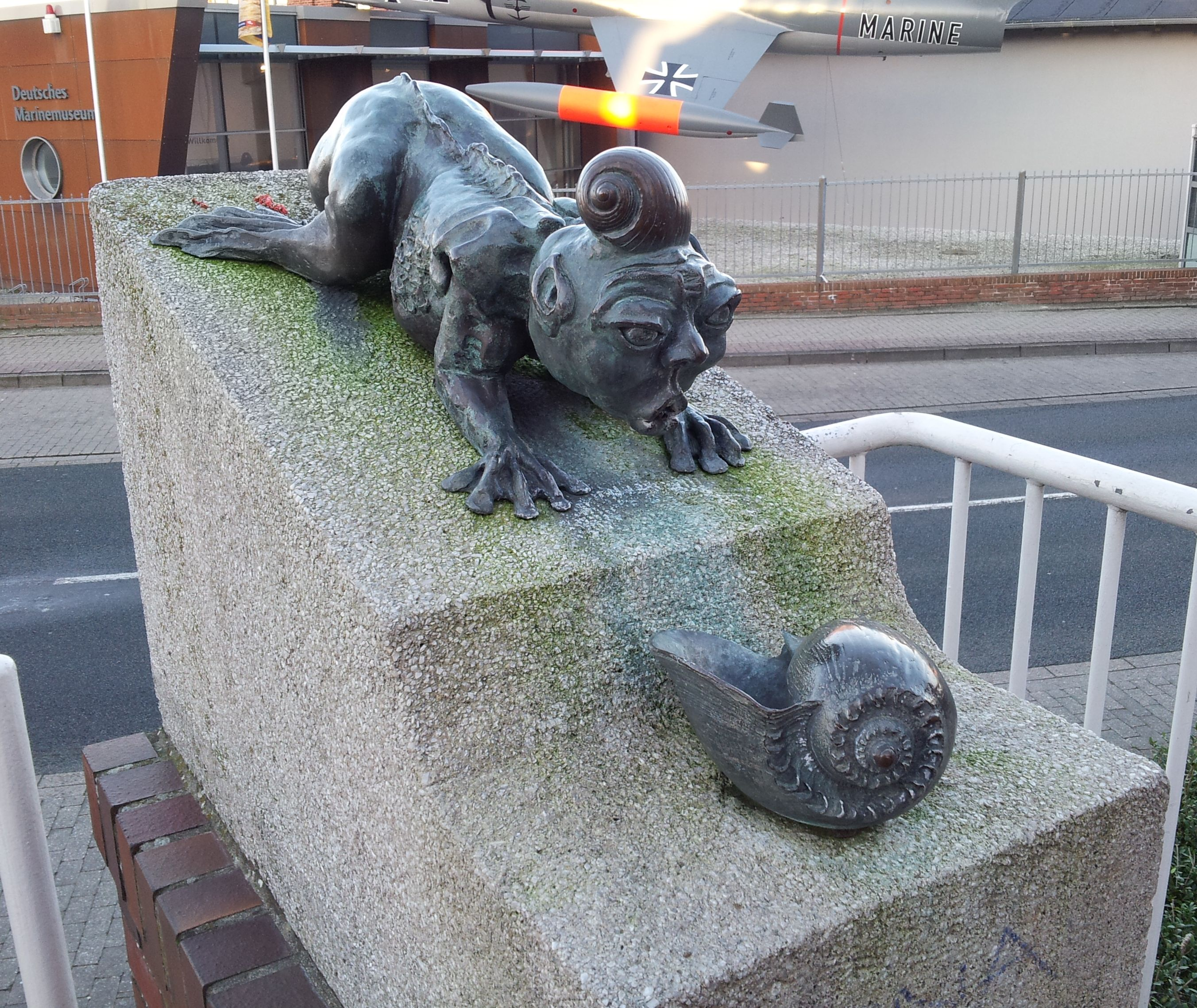
Kleiner Wassergeist (1987)
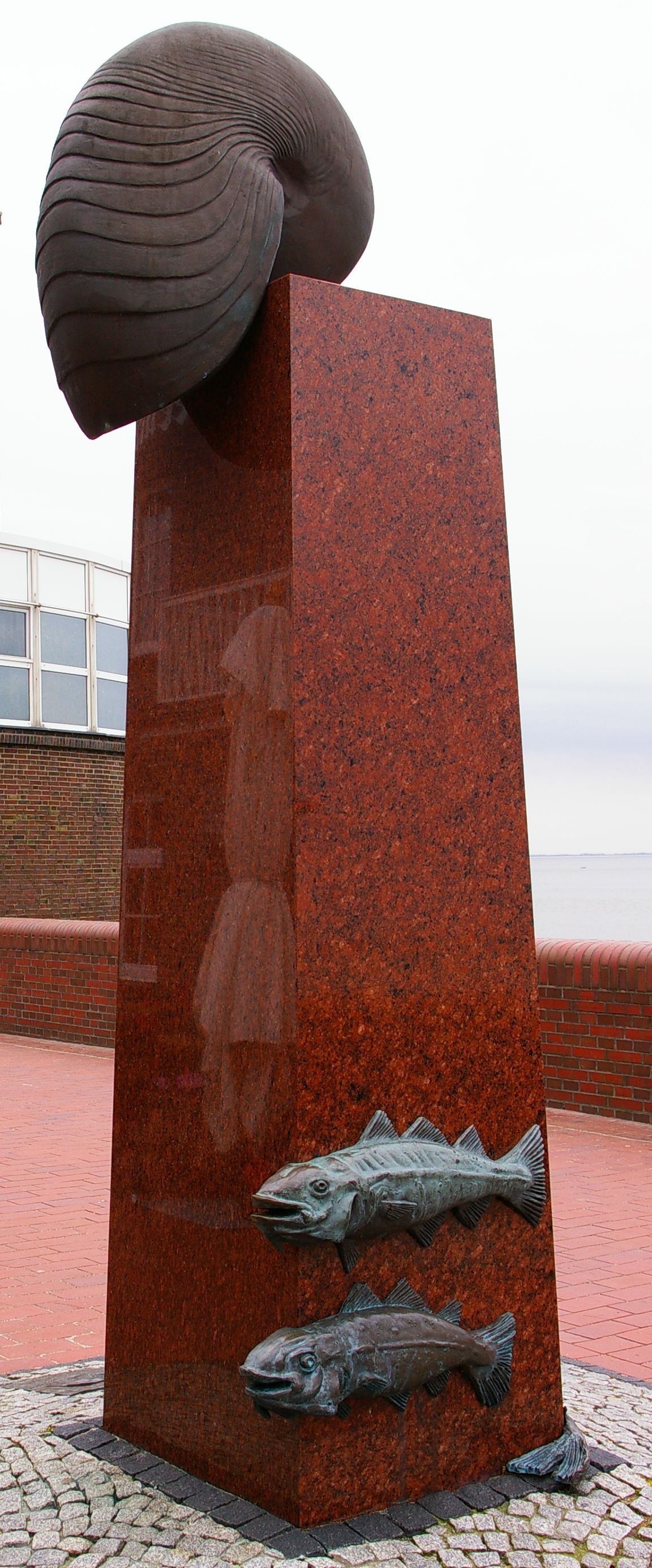
Nautilus (1987, zus. mit Hans-Georg Wölbern)
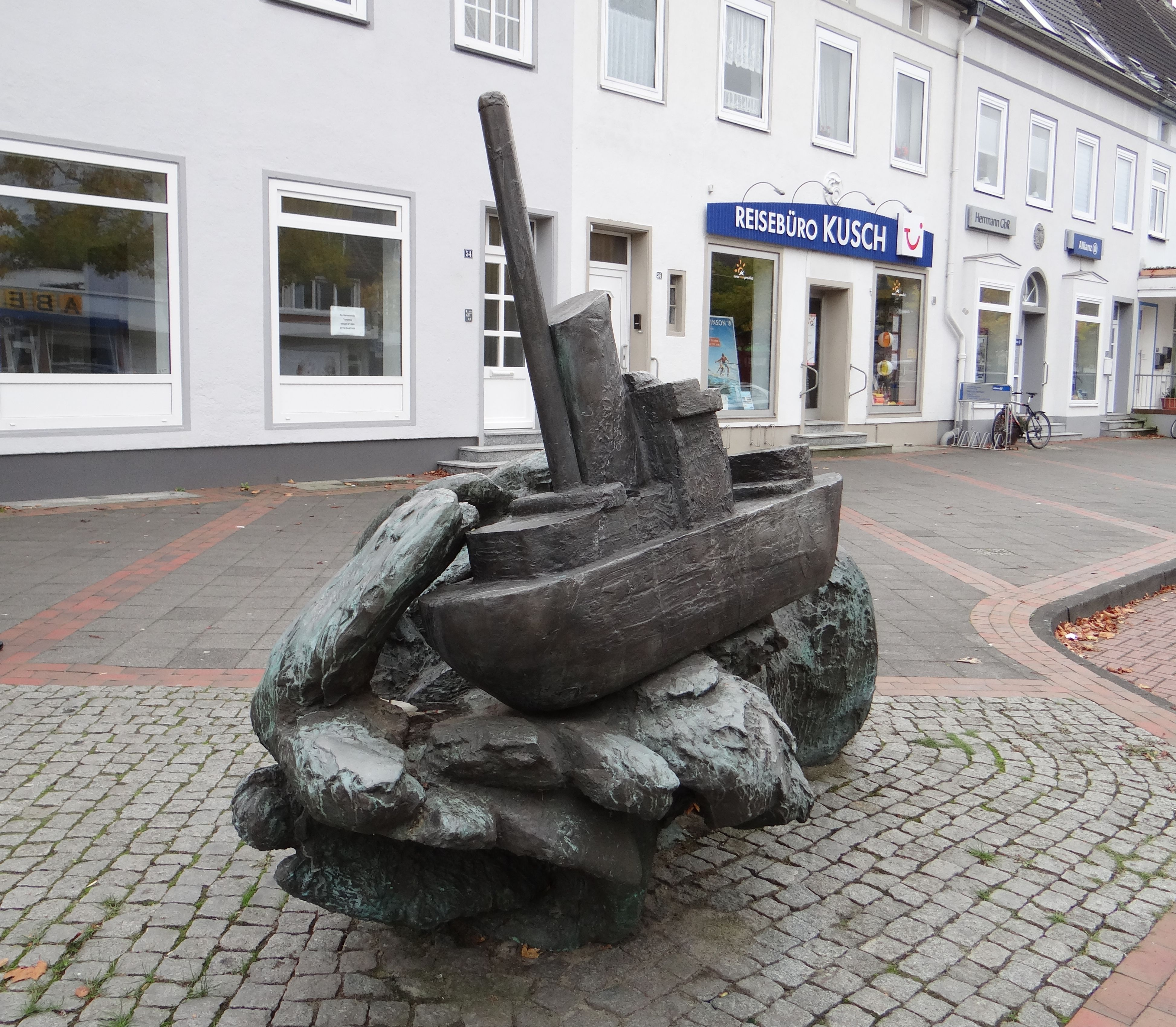
Schiff auf Welle (1994)
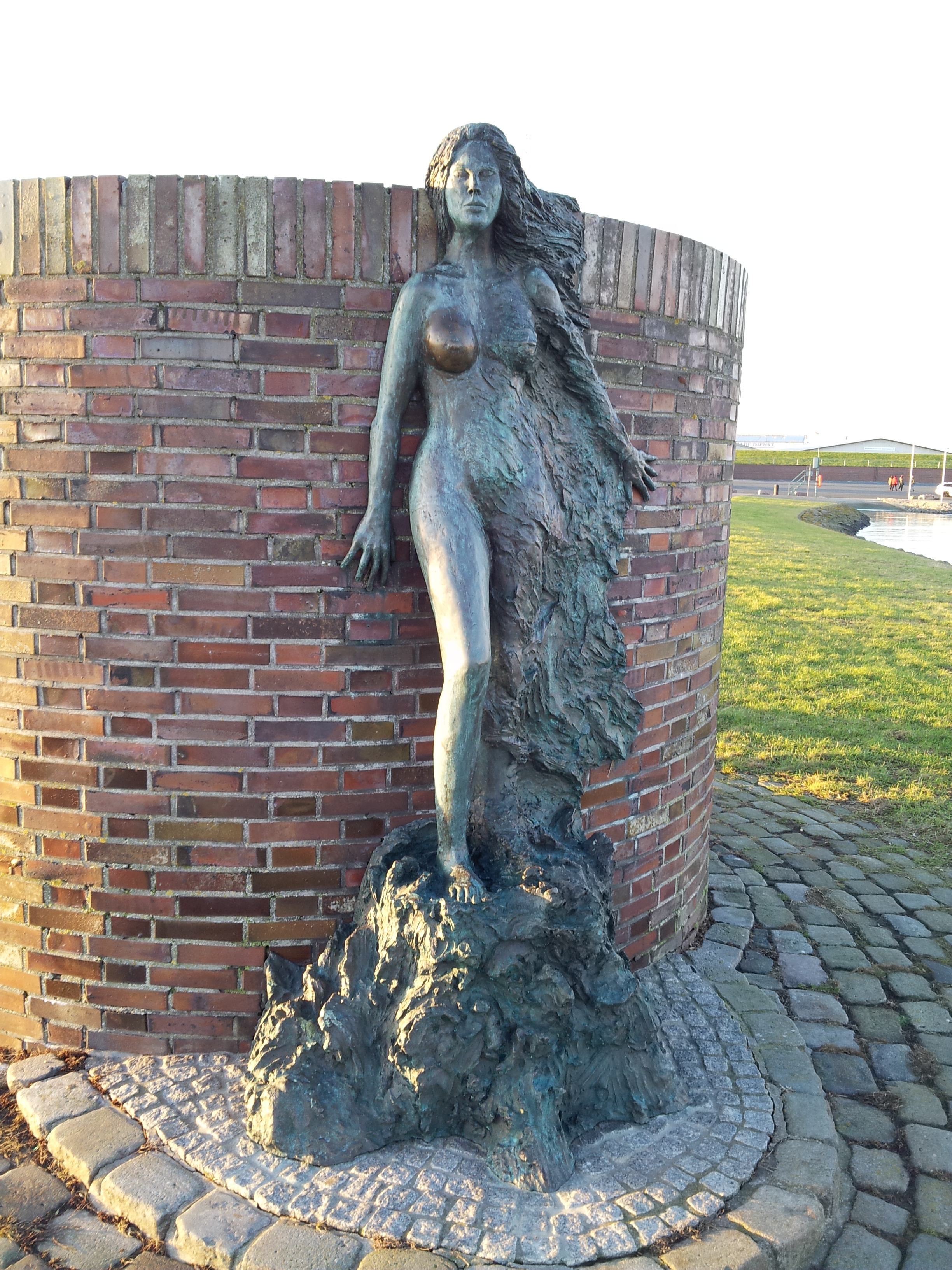
Windsbraut (1994)
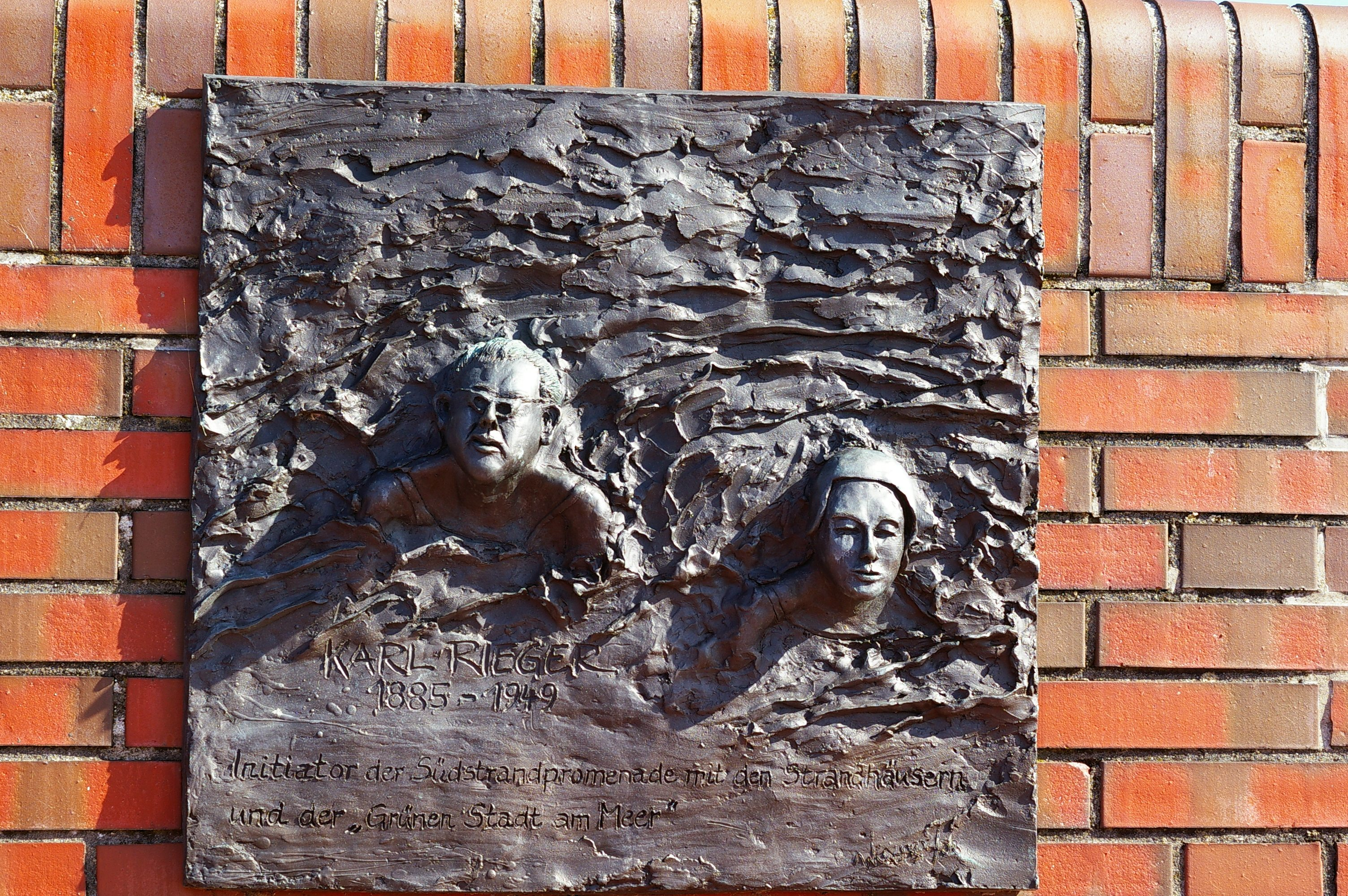
Rieger-Relief (2008)
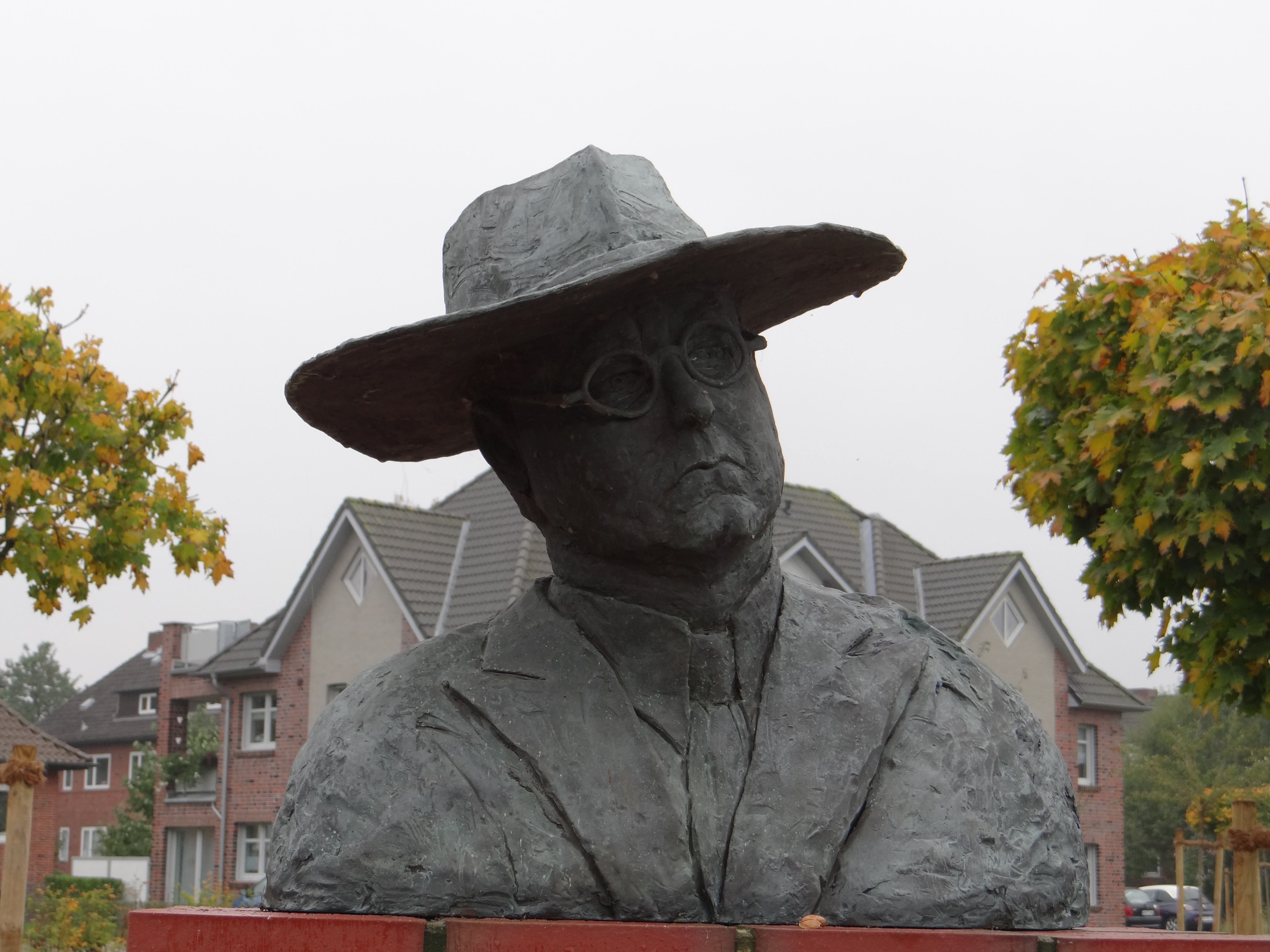
Porträt Fritz Höger (2011)
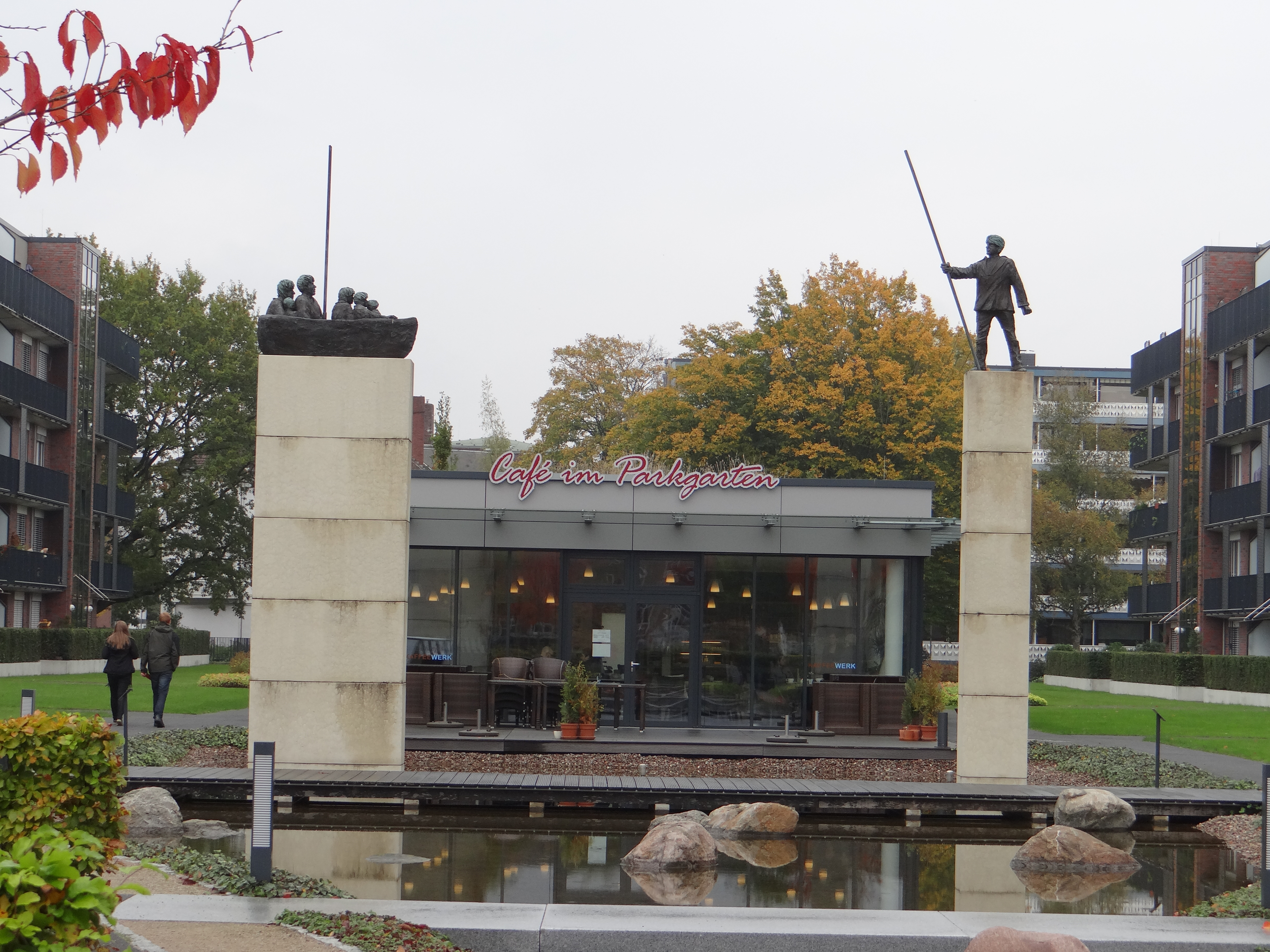
Hol über (2012)
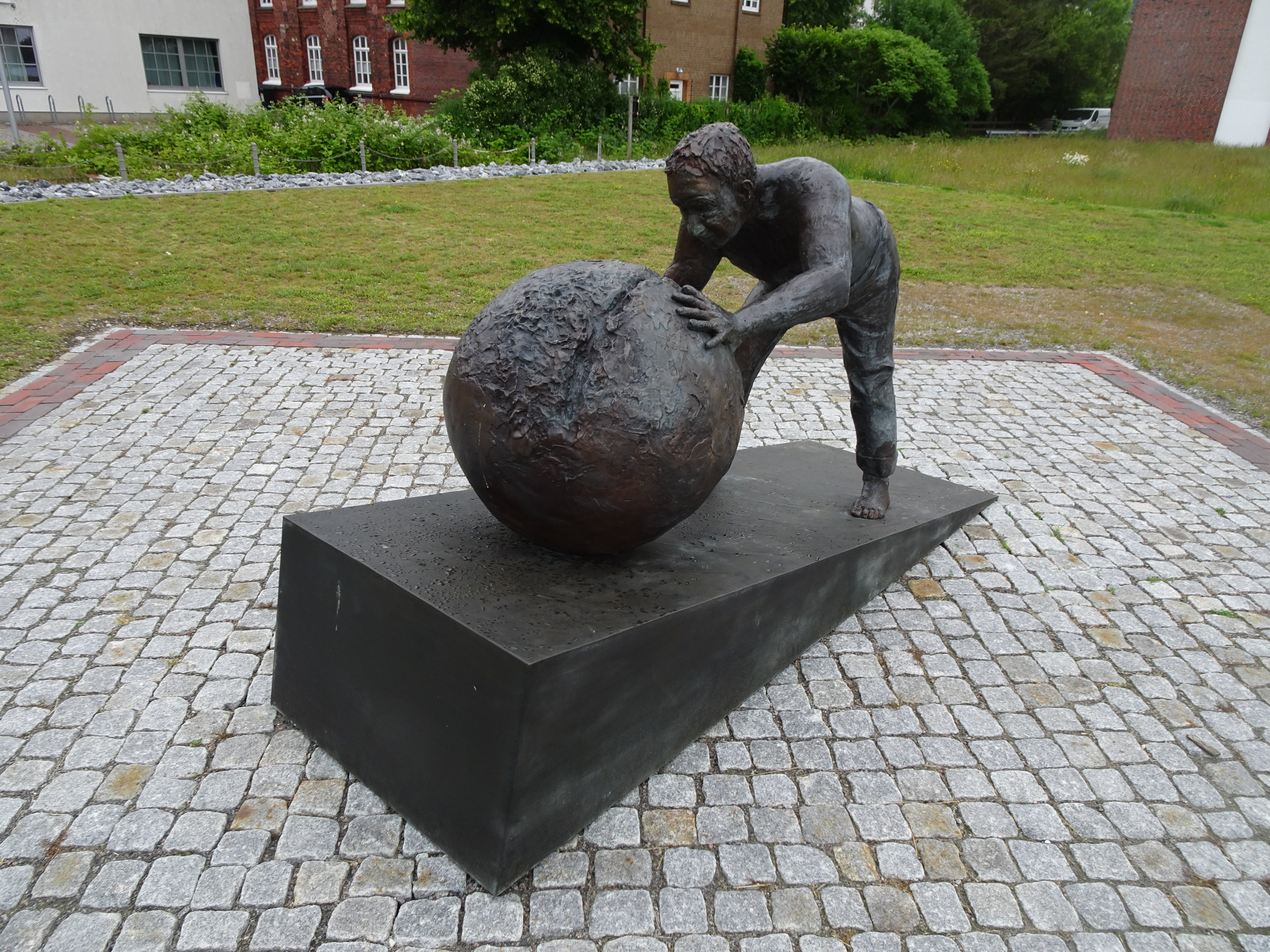
Sisyphos (2019)

### Gemälde

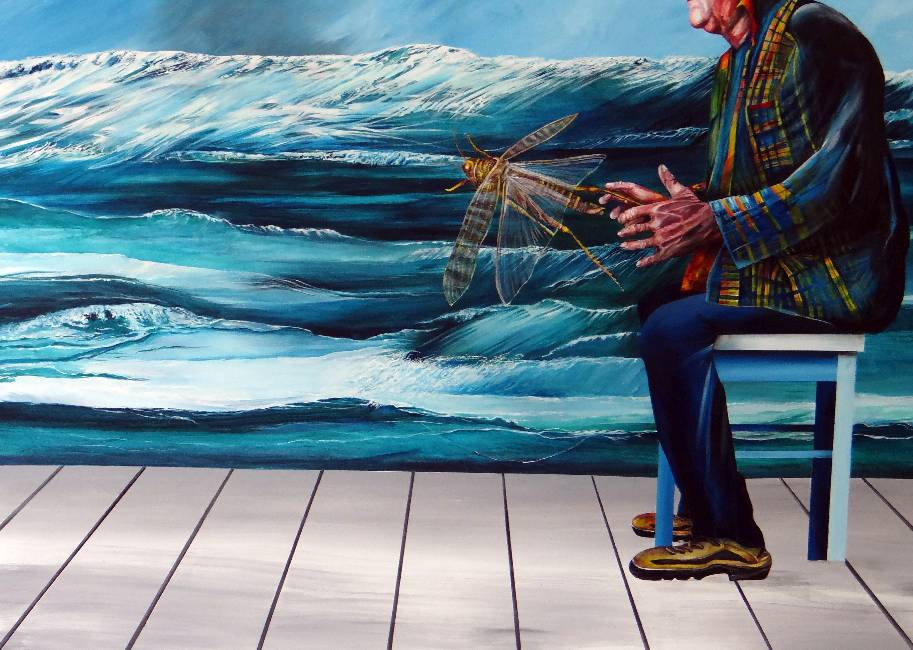
Kopflos (2020, Acryl, 120 × 170 cm)
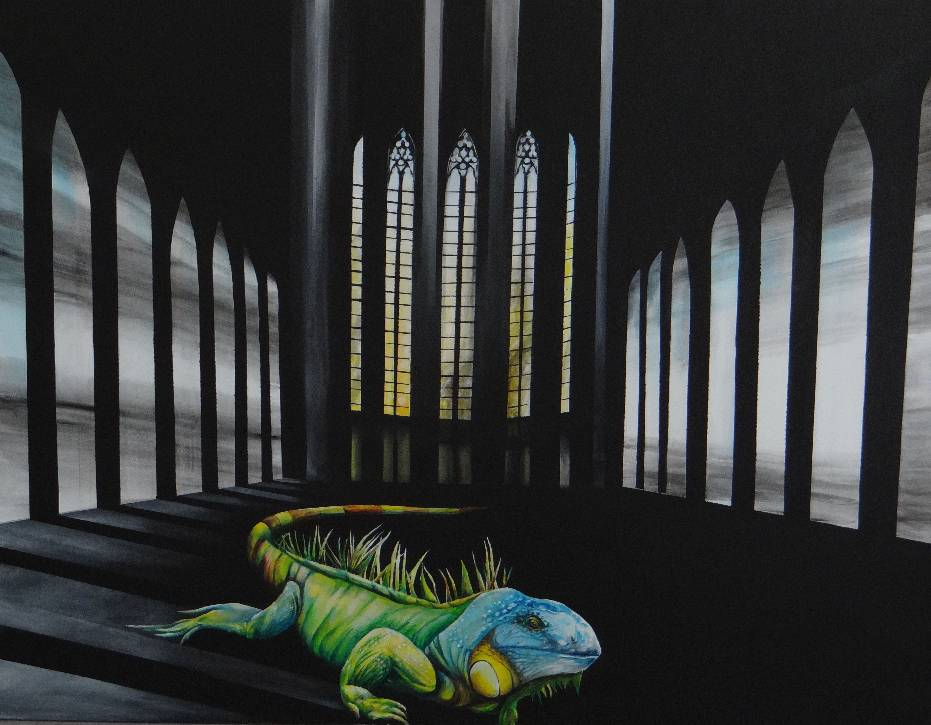
Kathedrale (2020, Acryl, 100 × 130 cm)
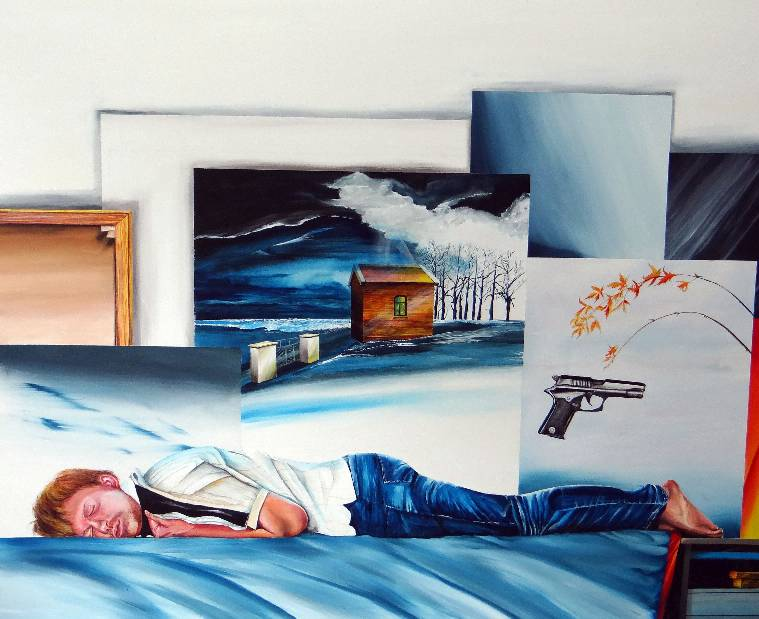
Das tschechowsche Gesetz (2021, Acryl, 120 × 160 cm)
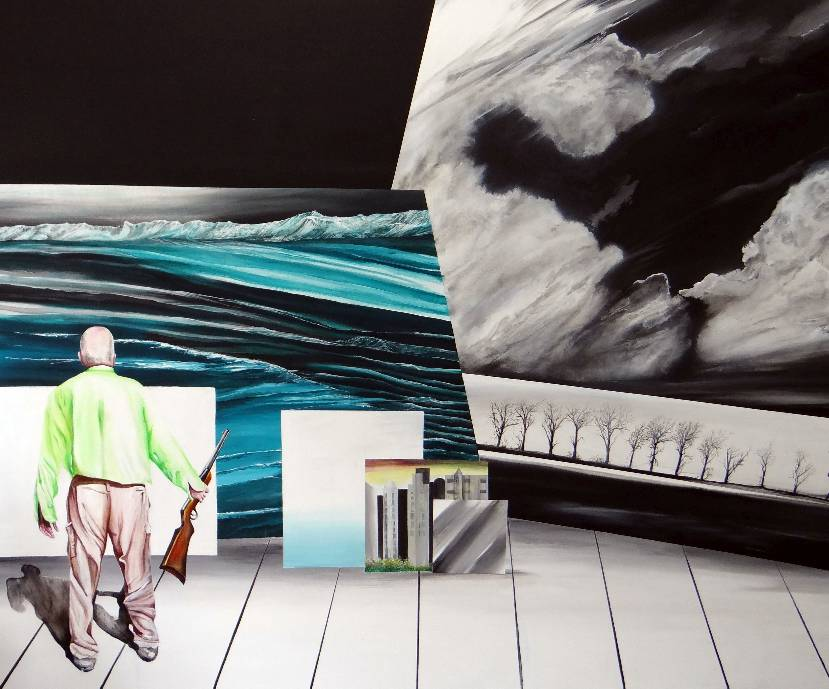
Het Land van herkomst (2021, Acryl, 180 × 220 cm)
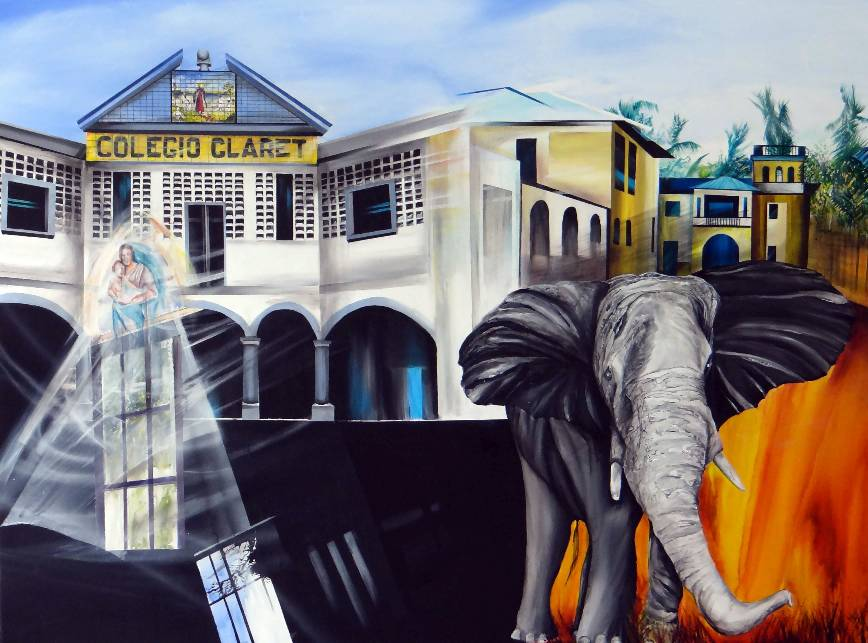
Malabo (2022, Acryl, 120 × 160 cm)
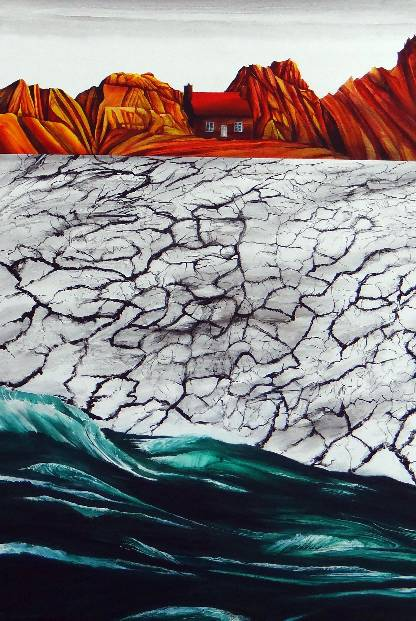
Seltsam, aber so ist es gemalt (2022, Acryl, 150 × 100 cm)
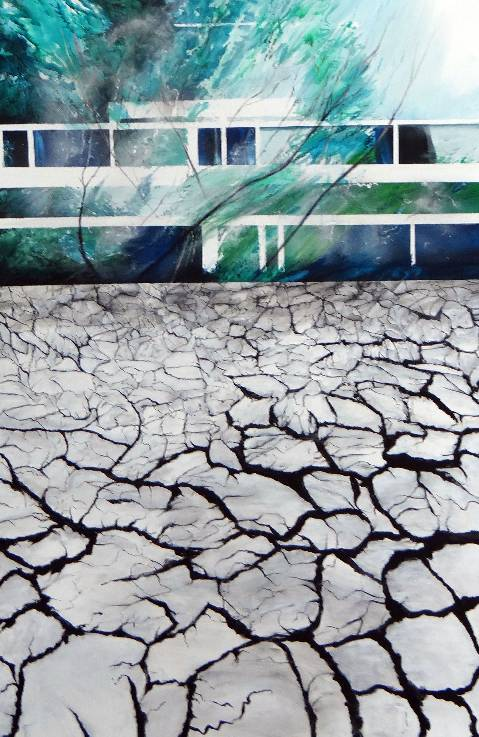
Zurück aus Halifax (2022, Acryl, 150 × 100 cm)

### Bücher und andere Medien
- Hartmut Wiesner, Susanne Wiesner: Laboratorium Kunst 2000. Hrsg.: Landesverband der Kunstschulen in Niedersachsen. Brune-Mettcker, Wilhelmshaven 2000, ISBN 3-930510-74-X
- Lackmus. Gropius, Höger und Razorcopter in Alfeld. Katalog zur Ausstellung in Alfeld. Brune-Mettcker, Wilhelmshaven 2015, ISBN 978-3-941929-66-1
- Verein der Kunstfreunde für Wilhelmshaven e.V. (Hrsg.): Wild wachsen. Hartmut Wiesner Bilder und Skulpturen 2012–2019. Brune-Mettcker, Wilhelmshaven 2019, ISBN 978-3-941929-77-7. Mit Beiträgen von Sven Hartog, Lars U. Scholl und Petra Stegmann.
- Tina Asche, Hartmut Wiesner: 2. Juni 1957. Ein schwieriges Werk. Brune-Mettcker, Wilhelmshaven 2021, ISBN 978-3-941929-86-9 (zu einer Installation in der Christus- und Garnisonkirche (Wilhelmshaven))

## Ausstellungen mit Katalogen
- 1973: Kunsthalle Wilhelmshaven
- 1986: obrazy i objekty, Gesellschaft zur Förderung der Schönen Künste (Warschau)
- 1993: Bilder und Plastiken, Delmenhorst
- 1994: Zeichnungen 1987–1993, Galerie Schlieper, Neustadtgödens
- 1994: Rückblick auf 25 Jahre Malerei 1969–94, Wilhelmshaven
- 1996: Arbeiten von 1995, Parlamentarische Gesellschaft, Bonn
- 2001: „Nachtigall“, Malerei und Fotoarbeiten, Museen der Stadt Delmenhorst
- 2002: Malerei, Film und Fotoarbeiten, Stiftung Burg Kniphausen
- 2012: Pakt, Malerei, Zeichnung, Skulptur und Filmarbeit, Stiftung Burg Kniphausen
- 2015: Lackmus. Gropius, Höger und Razorcopter in Alfeld, Fagus-Werk und Stadtmuseum Alfeld
- 2016: Was ist der Mensch? 13 Bilder in der Lambertikirche (Oldenburg)
- 2019: Wild Wachsen. Bilder 2012–2019, Kunsthalle Wilhelmshaven
- 2024: FLUT. Bilder und Skulpturen (29. Februar 2024 – 15. Mai 2024), UNESCO-Weltnaturerbe Wattenmeer Besucherzentrum Wilhelmshaven[8]